# ニコライ・カラムジン

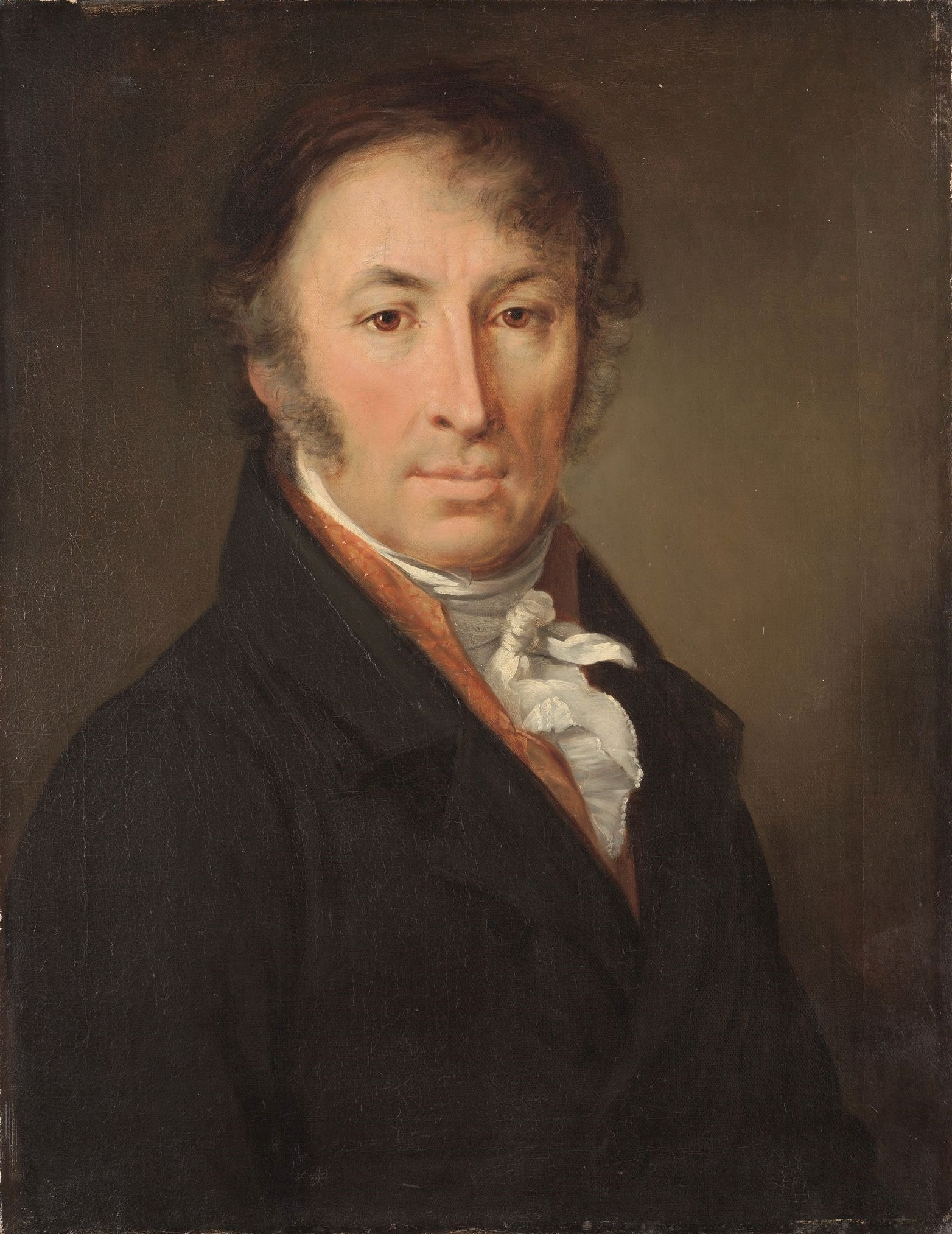
1818年、ヴァシーリー・トロピニンによって描かれたカラムジン

ニコライ・ミハイロヴィチ・カラムジン（ロシア語: Никола́й Миха́йлович Карамзи́н、ラテン文字: Nikolay Mikhailovich Karamzin、1766年12月12日（旧暦:12月1日） - 1826年6月3日（旧暦:5月22日））は、ロシア帝国（現:ロシア）シンビルスク県出身の貴族、小説家、詩人、歴史家、評論家。文章語の改革に尽力した。大著に1816年からカラムジンが亡くなるまで著された全12巻からなる『ロシア国家史』（ru:История государства российского）がある。
ロシア文学に於ける散文を同国の思想家、貴族であるアレクサンドル・ラジーシチェフと共に開拓した。また、1792年に著されたカラムジンの主著『哀れなリーザ』『貴族の娘ナターリア』はロシアに於ける啓蒙主義、主情主義（センチメンタリズム）を代表する作品である。
同国の詩人、作家であるアレクサンドル・プーシキンの伯父ヴァシリー・プーシキンと親しかった。また、ロマン主義の詩人であるヴァシーリー・ジュコーフスキーとも親しかった。

## 生涯
1766年12月12日（旧暦:12月1日）に帝政ロシアのシンビルスク近郊で地方の貴族の元に生まれる。モスクワで教育を受けた。

### 作家として
フリーメーソンであったロシアのジャーナリスト、作家のニコライ・ノヴィコフに影響され、ドイツの劇作家、思想家のゴットホルト・エフライム・レッシングやイギリスの劇作家、詩人のウィリアム・シェイクスピアの作品を翻訳する傍らに詩や小説を著した。
1789年から1790年にかけて西欧を旅行し、フランス革命を目の当たりにし、衝撃を受ける。
帰国して『モスクワ・ジャーナル』を創刊する。その後1791年から1792年に『ロシア人旅行者の手紙』を著す。
1792年に主情主義の代表作となる『哀れなリーザ』、『貴族の娘ナターリア』を著す。なお、1802年には『女代官マルファ』を著す。
晩年の1816年から亡くなるまで『ロシア国家史』を著した。
また、ロシアの口承叙事詩『ブィリーナ』に登場する英雄イリヤ・ムーロメッツの派生作品も著している。
なお、日本に於けるカラムジンはロシア文学者、早稲田大学名誉教授、「カラムジン研究」で早稲田大学文学博士であった藤沼貴によって『近代ロシア文学の原点』が1997年にれんが書房新社より出版された。
翻訳では、ロシア・ソビエト文学者であった除村吉太郎により『哀れなリーザ』が訳されている。

### 歴史家として
歴史家のカラムジンの主な業績はキエフ大公国の国号キエフ・ルーシの概念を考案したり、スーズダリ公、ペレヤスラヴリ公、キエフ大公のユーリー・ドルゴルーキーの妻アエパ・オセネヴィチがコンスタンティノープル出身だと結論づけた。
ツァレーヴィチ、ウグリチ公のウグリチのドミトリーの死因について暗殺説を支持した。
パレモナス朝の伝説に関しては18世紀に『баснословны и явно основаны на догадках』でリトアニア人の起源を書くことで疑問を呈していた。
なお、イパーチー写本はカラムジンがコストロマにあるイパーチー修道院で発見したものである。

### 評論家として
ツァーリのボリス・ゴドゥノフを「クロムウェルのような性質の持ち主」と評した。
ロマノフ朝第4代のロシア皇帝であるアンナの治世を酷評した。
1826年6月3日（新暦:5月22日）にサンクトペテルブルクで亡くなる。アレクサンドル・ネフスキー大修道院に埋葬された。